# Химберген
Химберген (нем. Himbergen) — община в Германии, в земле Нижняя Саксония.
Входит в состав района Ильцен. Подчиняется управлению Бефензен. Население составляет 1724 человека (на 31 декабря 2010 года). Занимает площадь 39,46 км².
Коммуна подразделяется на 10 сельских округов.